# خلفان الرومي
خلفان الرومي (5 يناير 1946- 6 أبريل 2016)، سياسي إماراتي، شغل عدة مناصب وزارية منها منصب وزير الإعلام والثقافة ووزير الصحة في عهد الشيخ مكتوم بن راشد آل مكتوم.

## حياته
ولد بإمارة الشارقة، حصل على شهادة البكالوريوس في التاريخ من جامعة بغداد عام 1964، ويعتبر من أوائل الطلبة الذين أوفدوا إلى العراق لطلب العلم، عمل بعد تخرجه كمعلم في «مدرسة حطين» عام 1968، ثم تولى منصب مدير دائرة المعارف بالشارقة ومسؤول تعليم الكبار.

## المسيرة المهنية
تولى منصب وكيل وزارة التربية والتعليم بعد تولي عبد الله عمران تريم وزارة التربية، ثم شغل منصب وزير للصحة عام 1977، ووزير العمل والشؤون الاجتماعية من عام 1983 حتى 1990، ليتولى منصب وزير الإعلام والثقافة.
شغل الرومي عضوية مجلس الأمناء لكليات التقنية العليا، ولجنة الموارد البشرية في القطاع المالي والمصرفي، واللجنة العليا للانتخابات للمجلس الوطني الاتحادي، في الدورتين الأولى والثانية، ومنصب نائب رئيس اتحاد مصارف الإمارات، وعضواً في عدد من البنوك، منها بنك الشارقة الوطني، والخليج الأول، والاستثمار، ونائب رئيس اتحاد مصارف الإمارات.
ترأس الرومي أيضا مجلس إدارة «جائزة الصحافة العربية»، حيث كان من المواكبين لتأسيس الجائزة في دبي في بدايتها التي تأسست في نوفمبر 1999 للمساهمة في تطوير الصحافة العربية وتشجيع الصحفيين العرب على الإبداع وتكريم المتفوقين منهم.

## العمل السياسي
كان الرومي من المقربين للشيخ زايد بن سلطان آل نهيان والشيخ راشد بن سعيد، وامتهن العمل السياسي منذ قيام اتحاد دولة الإمارات عام 1971، إذ شارك في لجان التحضير لقيام الدولة، وفي اللجنة التي أعدت الدستور الدائم، كما كان عضوًا بوفد انضمام الإمارات إلى جامعة الدول العربية، وأثار في عدة مناسبات قضية الجزر الإماراتية الثلاث التي احتلتها إيران قبل قيام الدولة، فضلاً عن ترأسه الكثير من الوفود الرسمية.
كان الرومي أيضا عضوًا في بعض الوفود التي أرسلت لإطلاع عدد من الدول على أسس قيام دولة الإمارات ومنها قطر والبحرين والكويت والعراق وسوريا والأردن ولبنان، فضلاً عن عضويته في لجنة شؤون الموظفين بالدولة، وفي لجنة التشريعات، ومشاركته في مؤتمرات، واجتماعات خليجية وعربية وإسلامية وعالمية عدة.